# Herzog Anton Ulrich-Museum
Herzog Anton Ulrich-Museum er kunstmuseum i Braunschweig, Tyskland. Det lægger hus til en række store kunstmalere, så som Cranach, Holbein, van Dyck, Vermeer, Rubens og Rembrandt. Museumssamlingen inkluderer også 100.000 kopperstik og 10.000 tegninger.
Museet blev grundlagt i 1754 og er således et af de ældste museer i Europa. Den nuværende bygning blev åbnet for offentligheden i 1887. Arkitekten Oskar Sommer tegnede det i en italiensk renæssancestil. Museet blev lukket i 2010 for restaurering og ombygning, og det forventedes genåbnet i 2014. Det blev det dog ikke. Der skulle gå to år mere. Efter ca. 7 års renovering blev det åbnet 23. oktober 2016.

## Værker, i udvalg
- Lucas Cranach den ældre, Herkules ved Omphale
- Johannes Vermeer, Pige der drikker vin med to kavalerer
- Giorgione, selvportræt
- Ján Kupecký, den smukke Polin
- Lucas von Leyden, selvportræt
- Paulus Moreelse, portræt af Christian af Braunschweig-Wolfenbüttel
- Rembrandt, familiebillede
- Rembrandt, portræt af en mand
- Rembrandt van Rijn, Gewitterlandschaft
- Johann Heinrich Roos, selvportræt
- Andreas Stech, spasertur langs i Danzig
- Philips Wouwerman, pause under falkonerjagten
- Bernhard Christoph Francke, Gottfried Wilhelm Leibniz